# قصوان كريتي
قصوان كريتي (الاسم العلمي:Cirsium creticum) هو نوع من النباتات يتبع جنس القصوان من الفصيلة النجمية.